# كازوهيرو كوسو
كازوهيرو كوسو (باليابانية: 高祖 和弘) (6 مارس 1959 في ساغا في اليابان – )؛ هو لاعب كرة قدم ياباني سابق كان يلعب كحارس مرمى.

## وصلات خارجية
- J.League Data Site (باليابانية)